# All in the Family

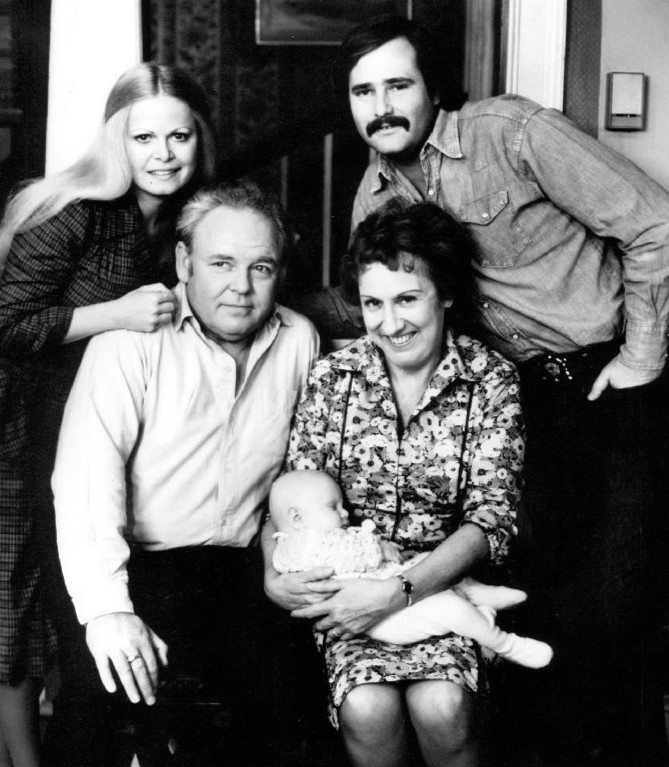
"All in the Family" - obsada

All in the Family – sitcom oryginalnie nadawany na kanale CBS od 12 stycznia 1971 do 8 kwietnia 1979. We wrześniu 1979 program został wznowiony i nadano mu nowy tytuł Archie Bunker’s Place. Ta wersja programu emitowana była do 1983.
Program, produkowany przez Normana Leara, został oparty na brytyjskiej komedii Till Death Us Do Part. Program poruszał sprawy, które wcześniej były uważane za nieodpowiednie dla komedii telewizyjnej w Stanach Zjednoczonych, jak: rasizm, homoseksualizm, prawa kobiet, gwałt, poronienie, rak piersi, wojna w Wietnamie, menopauza oraz impotencja.
Program znajdował się na pierwszym miejscu wczesnych ratingów Nielsen od roku 1971 do 1976. W 2010 program był jednym z trzech, obok The Cosby Show i American Idol, które przez pięć sezonów z rzędu utrzymywały się na pierwszym miejscu najchętniej oglądanych. Później jednak ten rekord pobił show American Idol, pozostając na szczycie przez sześć sezonów. TV Guide umieścił program na 4. miejscu listy 50 programów wszech czasów.

## Obsada
- Carroll O’Connor jako Archie Bunker
- Jean Stapleton jako Edith Bunker
- Rob Reiner jako Michael 'Meathead' Stivic
- Sally Struthers jako Gloria Bunker-Stivic

W mniejszych rolach i epizodach wystąpili m.in.: Vincent Gardenia, James Cromwell, Sammy Davis Jr., Henry Fonda, F. Murray Abraham, Héctor Elizondo, Billy Crystal, M. Emmet Walsh, Charles Durning.